# روپرتسوایلر
روپرتسوایلر (به آلمانی: Ruppertsweiler) یک شهر در آلمان است که در زودوستپفالتس واقع شده‌است. روپرتسوایلر ۱٬۴۵۱ نفر جمعیت دارد.